# St. Gervasius und St. Protasius (Perl)

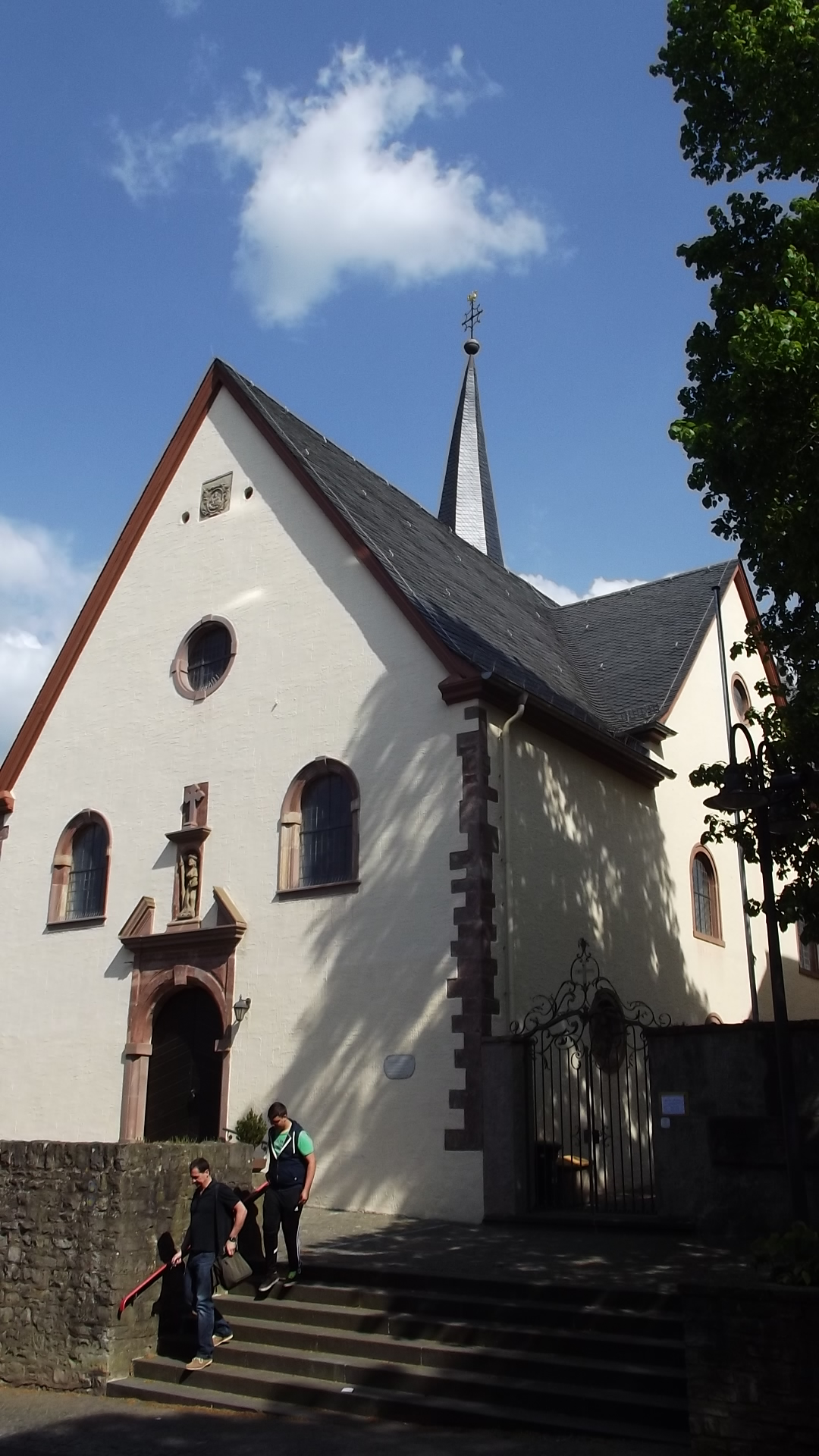
Blick zur Pfarrkirche St. Gervasius und St. Protasius in Perl

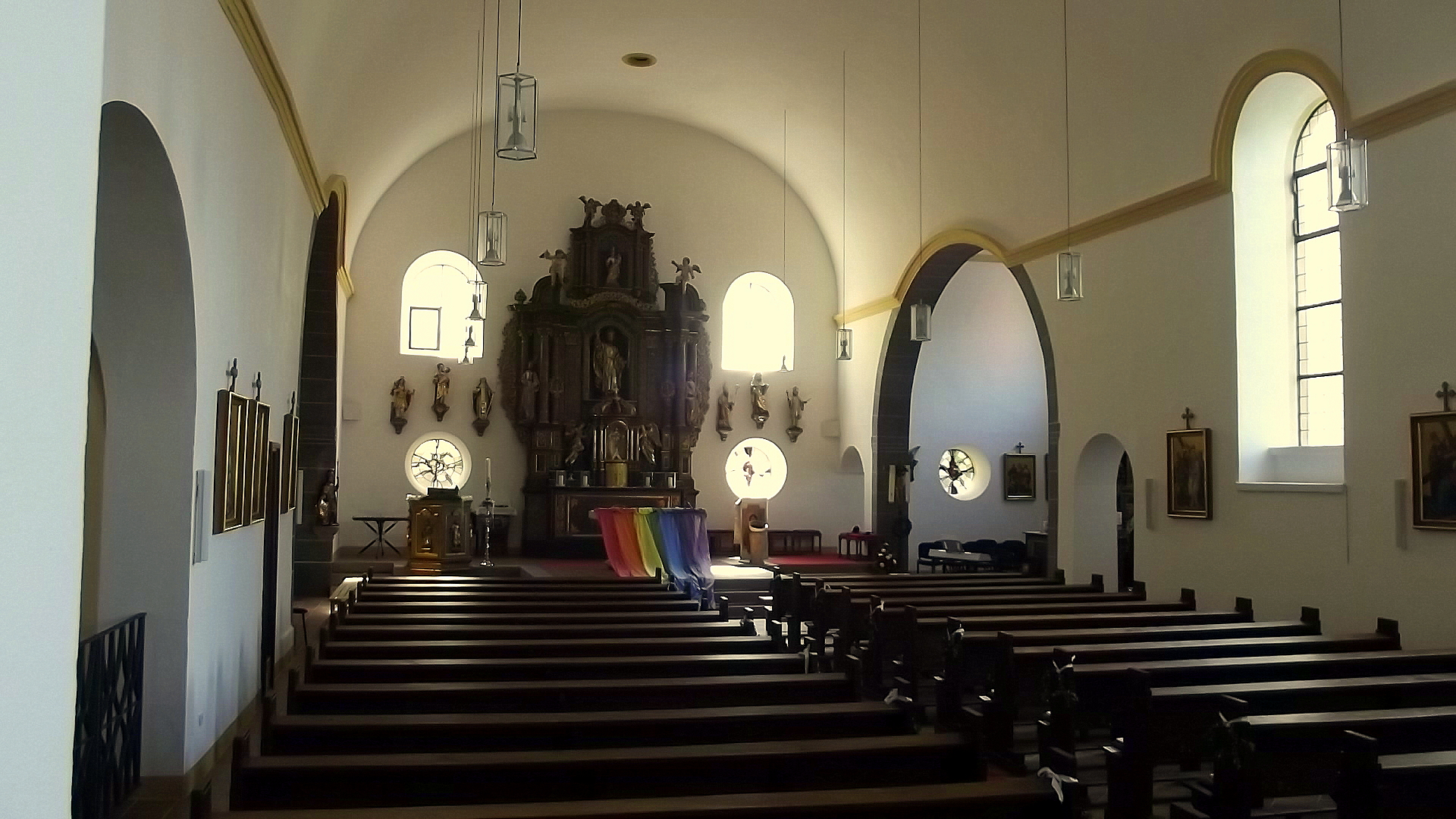
Blick durch die Kirche

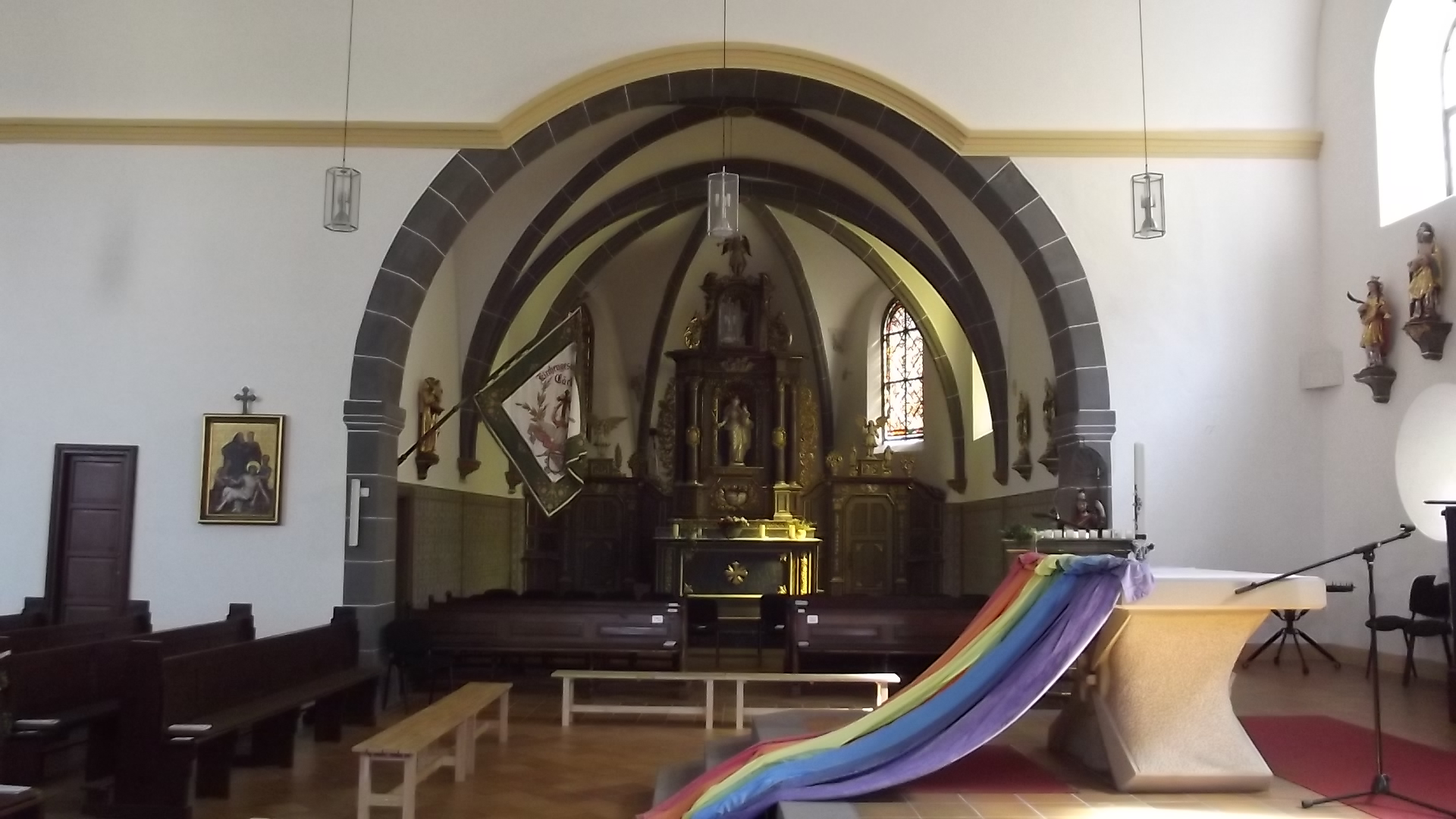
Blick ins linke Querhaus (Alte Apsis)

Die Kirche St. Gervasius und St. Protasius ist eine römisch-katholische Pfarrkirche in Perl im Landkreis Merzig-Wadern (Saarland). Die Kirche trägt das Patrozinium der Heiligen Gervasius und Protasius und ist in der Denkmalliste des Saarlandes als Einzeldenkmal aufgeführt.

## Geschichte
Die Pfarrei Perl gehörte vom 11. Jahrhundert bis zur französischen Besetzung des linksrheinischen Gebietes von Kurtrier ab dem Jahr 1792 infolge des Ersten Koalitionskrieges und der Säkularisation durch Napoleon im Jahr 1804 zur reichsunmittelbaren Herrschaft des Domkapitels zu Trier. Eine aus dem Jahr 1200 stammende Urkunde bestätigt die Leitung des Dompropsts, der dem Domkapitel vorstand.
Von der ursprünglichen Kirche hat sich bis heute ein romanischer Turm mit später angefügtem spätgotischem Chor an der Südseite erhalten. Im Jahr 1716 erfolgte der Bau eines neuen Kirchenschiffes. Im Rahmen einer Umbaumaßnahme wurde im Jahr 1750 eine neue Uhr in den Turm eingebaut, die noch heute im Dienst ist.
Im Jahr 1928 wurde die Kirche einer großen Erweiterung nach Plänen des Architekten und Dombaumeisters Julius Wirtz (Trier) unterzogen, bei der nach Norden hin ein neues Hauptschiff an das Schiff aus dem 18. Jahrhundert angebaut wurde. Bei den Ausschachtungsarbeiten zur Erweiterung wurden Sarkophagreste gefunden.
Eine Renovierung der Kirche im größeren Umfang wurde 1979 durchgeführt. Dabei wurde eine neue Heizung eingebaut, die Orgel mitsamt der Empore abgebaut, ein neuer Eingang geschaffen, sowie der Hauptaltar umgestellt. Nach Abschluss der Renovierungs- und Umbaumaßnahmen war nun eine Kreuzkirche entstanden. In den Jahren 2011 und 2012 erfolgte die letzte große Renovierung, bei der die Kirche generalüberholt wurde. Am 3. Juni 2012 konnte sie feierlich wiedereröffnet werden.

## Ausstattung
Zur Ausstattung der Kirche gehört der barocke Hochaltar, der im Jahr 1740 in Lothringen geschaffen wurde. Er besitzt Figuren, die mit Hinweis auf Christus und Maria das Evangelium verkünden und von Gottvater, gesäumt von den Heiligen Gervasius und Protasius, überthront werden. Den Hochaltar flankieren zwei Seitenaltäre, von denen einer der Muttergottes und der andere dem heiligen Sebastian geweiht ist.
Weiterer Ausstattungsgegenstände sind die sechseckige Holzkanzel, die heute als Ambo dient und daher auf eine Ebene mit dem Altarpodest gestellt ist, sowie eine Figur des heiligen Quirinius in einer kleinen Nische neben dem Hochaltar.
Der Altar aus hellem Sandstein wurde 1999 von Bildhauer Joan Thimmel (Borg) geschaffen und zeigt einen Opferkelch als zentrales Motiv. Auf der Vorderwand der Kelchwand befindet sich ein stilisiertes Kreuz als Verweis auf die Hostie, und auf der Rückwand des Altars befindet sich ein großes Weinblatt als Symbol sowohl für die Eucharistie als auch für die Weinbauregion Perl.
Am Außenbau der Kirche, die am Jakobsweg liegt, befindet sich in einer Nische des Westportals eine Figur des heiligen Jakobus mit Pilgerstab und Kalebasse.

## Orgel

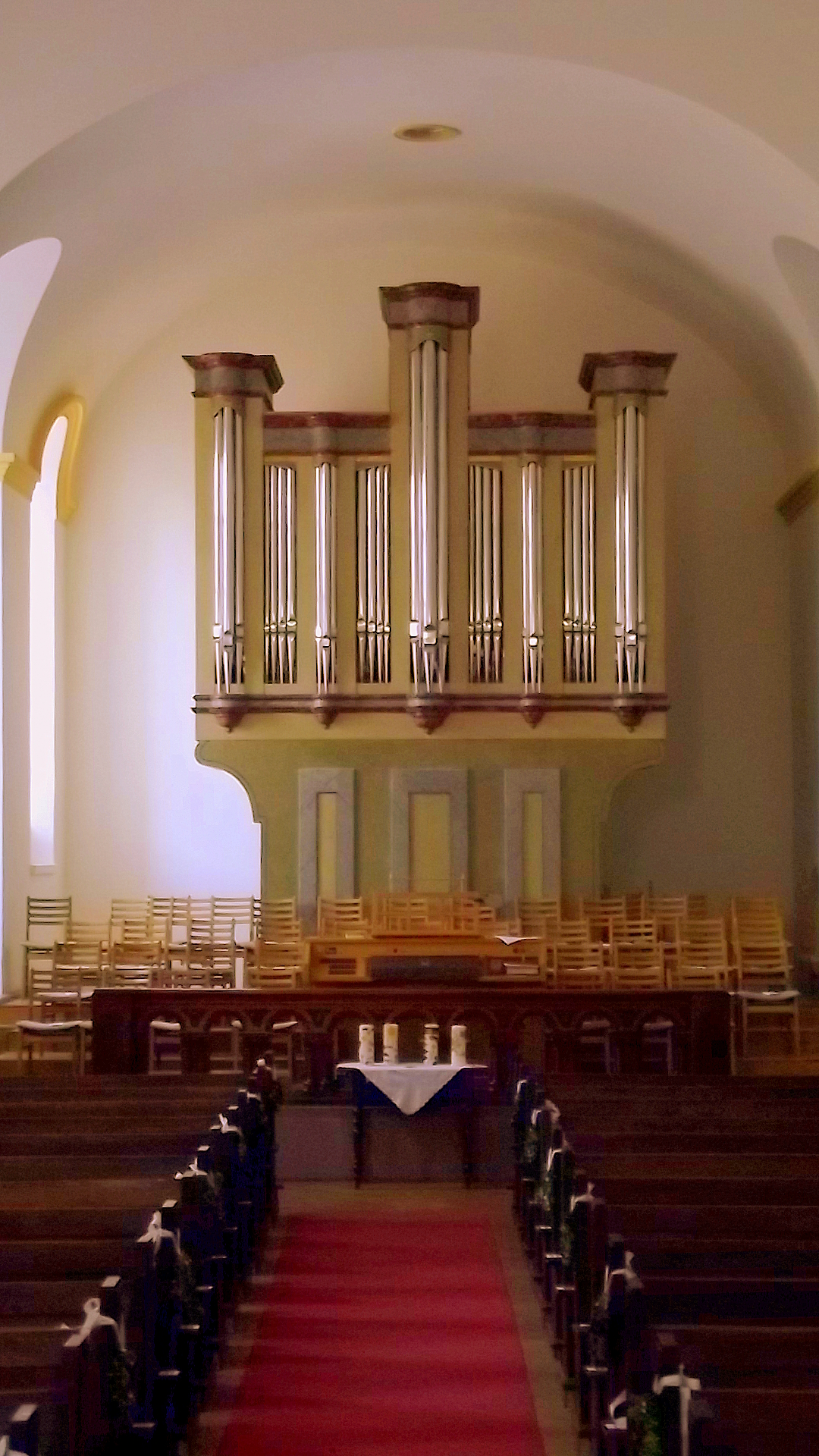
Blick zur Link-Orgel

Die Orgel der Kirche wurde 2000 von der Firma Gebr. Link (Giengen an der Brenz) erbaut und besitzt 20 (23) Register auf zwei Manualen und Pedal. Die Spieltrakturen des Schleifladen-Instruments sind mechanisch, die Registertrakturen elektrisch. Die Disposition ist wie folgt:
| I Hauptwerk C-g3 |             |       |
| 1.               | Principal   | 8′    |
| 2.               | Gedeckt     | 8′    |
| 3.               | Octave      | 4′    |
| 4.               | Rohrflöte   | 4′    |
| 5.               | Superoctave | 2′    |
| 6.               | Mixtur IV   | 1 ⁄3′ |
| 7.               | Trompete    | 8′    |

| II Schwellwerk C-g3 |               |        |
| 8.                  | Rohrbordun    | 8′     |
| 9.                  | Salicional    | 8′     |
| 10.                 | Vox coelestis | 8′     |
| 11.                 | Praestant     | 4′     |
| 12.                 | Traversflöte  | 4′     |
| 13.                 | Nazard        | 2 ⁄3′  |
| 14.                 | Flageolet     | 2′     |
| 15.                 | Larigot       | 1 ⁄3′  |
| 16.                 | Terz          | 1 3⁄5′ |
| 17.                 | Oboe          | 8′     |
|                     | Tremulant     |        |

| Pedal C-f1 |                          |     |
| 18.        | Subbass                  | 16′ |
| 19.        | Octavbass                | 8′  |
| 20.        | Gedecktbass (Ext. Nr.18) | 8′  |
| 21.        | Octave (Ext. Nr.19)      | 4′  |
| 22.        | Posaune                  | 16′ |
| 23.        | Trompete (Ext. Nr.22)    | 8′  |

- Koppeln: II/I, I/P, II/P
- Spielhilfen: 512 Setzerkombinationen